# Brittney Griner

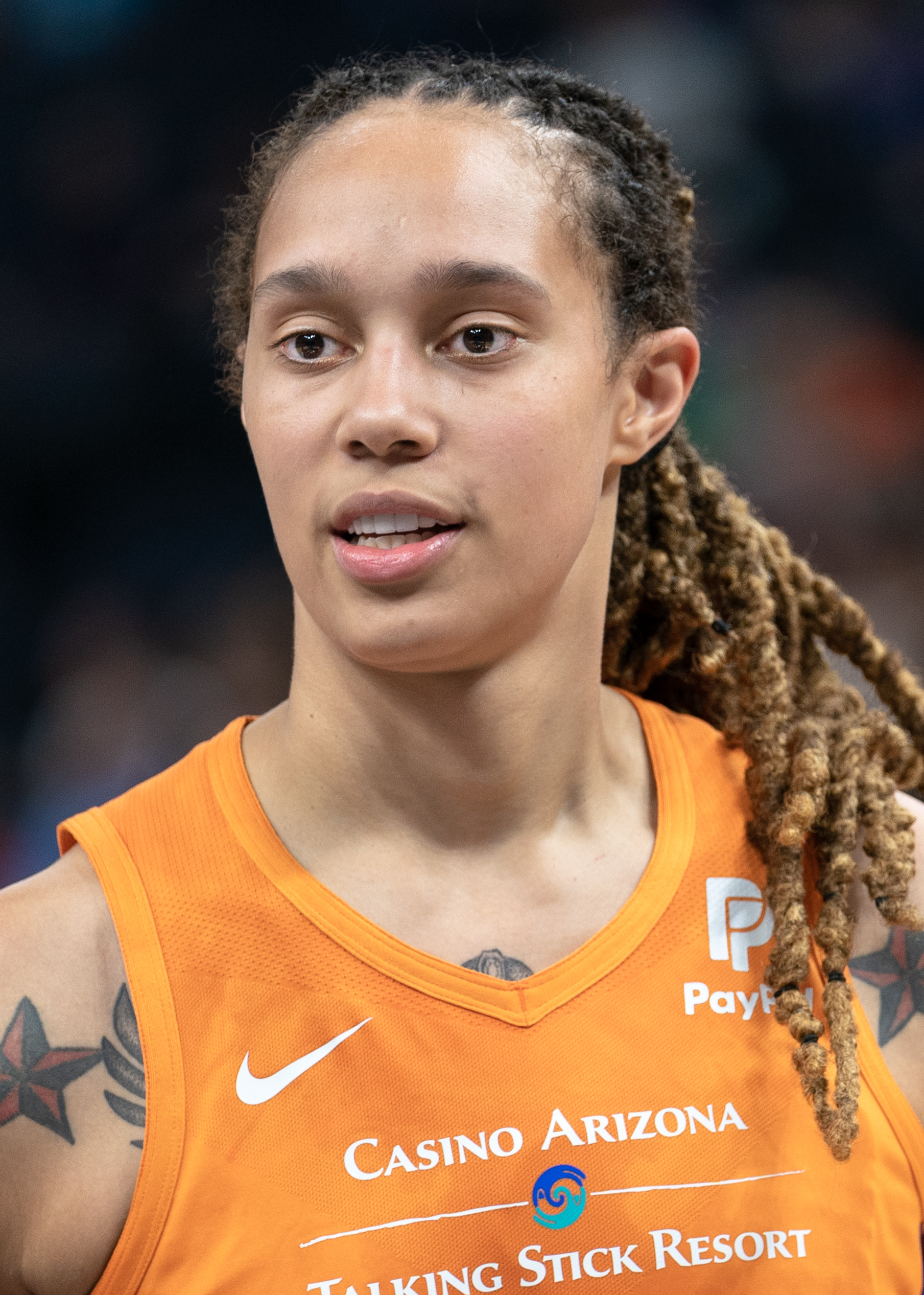
Brittney Griner 2019.

Brittney Yevette Griner, född 18 oktober 1990 i Houston i Texas, är en amerikansk professionell basketspelare som spelar för Phoenix Mercury i WNBA. Hon ingick i det amerikanska lag som vann OS-guld i dambasket vid olympiska sommarspelen 2016, 2020 och 2024.

## Rysk narkotikadom
Griner greps av ryska myndigheter på Sjeremetevos internationella flygplats utanför Moskva den 17 februari 2022 misstänkt för narkotikabrott. Detta sedan e-cigarett med cannabisolja påträffats i hennes bagage. Rättegången mot Griner inleddes i juli 2022 och den 4 augusti 2022 dömdes hon av en rysk domstol till nio års fängelse samt böter om en miljon rubel för narkotikasmuggling. Griner  var frihetsberövad under hela rättsprocessen.
Rättsprocessen mot Griner har i västvärlden bedömts som orättvis och politiserad. Den har beskrivits som ett led i de vid tidpunkten allt starkare spänningarna mellan Ryssland och västvärlden, kanske främst USA, till följd av Rysk-ukrainska kriget.
Den 8 december 2022 blev Griner frisläppt i en fångutväxling med den ryske vapenhandlaren Viktor But, som avtjänat tio år av ett 25-årigt straff för att ha försett terrorister med tunga vapen och medverkat i konspirationer för att mörda amerikanska medborgare. Fångutväxlingen skedde på Abu Dhabis internationella flygplats, utanför Abu Dhabi i Förenade arabemiraten.